# Romuald Tylenda
Romuald Tylenda (ur. 10 kwietnia 1948 w Suwałkach) – polski astronom, specjalizujący się w badaniach mgławic planetarnych i gwiazd zmiennych.

## Życiorys
W 1965 ukończył liceum ogólnokształcące w Suwałkach i podjął studia astronomiczne na Uniwersytecie Mikołaja Kopernika w Toruniu. Po ich ukończeniu, w 1970 podjął pracę na uczelni. W 1976 roku uzyskał stopień doktora, tematem rozprawy doktorskiej były Modele struktury jonizacyjnej otoczki nowej Delfina 1977 w stadium nebularnym, a promotorem Andrzej Woszczyk.   
W 1979 przeniósł się do toruńskiego oddziału Centrum Astronomicznego PAN. W 1992 otrzymał tytuł profesora nauk fizycznych. W latach 1996–2008 pracował również w Centrum Astronomii na Wydziale Fizyki, Astronomii i Informatyki Stosowanej UMK. W 2010 nominowany w plebiscycie Torunianin Roku Gazety Wyborczej.
Prowadził badania nad fizyczną naturą gwiazd nowych i mgławic planetarnych. W ostatnich latach zajmuje się przede wszystkim badaniami natury rozbłysków gwiazdowych typu V838 Monocerotis. Pokazał, że rozbłyski te są najprawdopodobniej wynikiem koalescencji dwóch gwiazd. Idea ta uzyskała silne potwierdzenie w wyniku analizy archiwalnych obserwacji  projektu OGLE ewolucji układu podwójnego gwiazd, którego koalescencja objawiła się rozbłyskiem V1309 Scorpii. W 2021 roku został odznaczony przez Polskie Towarzystwo Astronomiczne Medalem im. Bohdana Paczyńskiego.